# Даг (музичка група)
ДАГ је акустичарски трио који су 1972. године основали Драган Поповић (гитара, вокал), и браћа Грујица (удараљке, вокал) и Александар Милановић (гитара, вокал). Назив групе су склопили по инцијалима својих имена.
Трио ДАГ је представљао типичне изданке београдске акустичарске сцене, али су се на првом и једином албуму „Сећања“, објављеном 1974. године, определили и за електричне инструменте. Аутори музике су били Александар и Драган, а текстове је писала, тада, дебитанткиња Марина Туцаковић. Определивши се за поетски приступ музици, забележили су песме „На Дрини ћуприја“, „Јутро једног фауна“, „Свитање“ и друге. На снимању су учествовали бројни београдски музичари међу којима и Слободан Марковић (клавијатуре), Роберт Немечек (бас), Љубомир Ристић (ситар), Бранимир Малкоч (флаута) и бубњари Раша Ђелмаш, Никола Јагер и Михајло Поповић. Затим снимају заједнички сингл, тако што прате Микија Јевремовића у песми „Како ти је име девојчице“ док је на Б-страни њихова „За дечји сан“ (ПГП РТБ 1974). Једно време су наступали са певачицом Сузаном Манчић.
По престанку рада групе Драган Поповић је основао саставе „Мај“ и „Лифт“ а током деведесетих година радио је музику за децу.

## Фестивали
- 1973. Загреб - Растанак
- 1974. Хит парада, Београд - За дечји сан
- 1974. Хит парада, Београд - Како ти је име, девојчице (са Миодрагом Микијем Јевремовићем)

## Дискографија

### Синглови
- „Растанак"/"Свитање“ (ПГП РТБ 1973)
- „Воз"/"Смиљана“ (ПГП РТБ 1973)
- „Трагови у песку"/"И сад“ (ПГП РТБ 1974)
- „Како ти је име, девојчице"/"За дечји сан“ (ПГП РТБ 1974)
- „Дај ми руку" / „Један дан у Војводини“ (РТВ Љ 1975)

### Албум
- „Сећања“ (ПГП РТБ 1974. LPV 5238)